# Holschuld
Holschuld ist ein Begriff aus dem Schuldrecht und bedeutet, dass Leistungs- und Erfolgsort beim Schuldner liegt. Bei ihm sollen die Leistungshandlungen erfolgen und der Leistungserfolg eintreten. Bei der Holschuld muss sich der Gläubiger die Leistung beim Schuldner abholen.

## Rechtsfragen
Bei der Holschuld sind der Leistungs- und Erfüllungsort der Wohnsitz oder der Geschäftssitz des Schuldners (Verkäufer). Dieser hat die Ware bereitzustellen, der Gläubiger (Käufer) muss sie dort abholen. Der Verkäufer muss die Ware bereitstellen und, wenn kein Abholtermin vereinbart wurde, den Käufer benachrichtigen. Mangels abweichender Vereinbarung bestimmt § 269 Abs. 1 BGB als Leistungsort den Wohn- oder Geschäftssitz des Schuldners. Eine Holschuld liegt vor, wenn sich der Käufer in einen Laden, Supermarkt oder in ein Warenhaus zum Kauf begibt und dort die Ware mitnimmt. 
Insbesondere bei höherwertigen Gebrauchsgegenständen im Einzelhandel, die der Käufer nicht selbst abtransportiert und Transport oder Installation Sachkenntnis verlangen, stellt die Warenlieferung regelmäßig eine Bringschuld dar. Dann trägt der Lieferant die Transportgefahr bis zum Käufer. Wird jedoch vereinbart, dass der Verkäufer lediglich die Versandkosten übernimmt oder der Käufer „Selbstabholer“ sein soll, dann wird die Lieferung zur Holschuld (§§ 269 Abs. 3, § 447 Abs. 1 BGB; siehe Preisgefahr), und die Ware reist auf Gefahr des Käufers. 
Die Geldschuld des die Gegenleistung erbringenden Käufers oder die Verpflichtung des Verkäufers zu versenden sind typischerweise Schickschuld. Bringschuld liegt vor, wenn der Wohn- oder Geschäftssitz des Gläubigers Erfüllungsort ist.

## Informationsmanagement
Das Informationsmanagement benutzt die juristischen Begriffe Holschuld/Bringschuld für das Informationsverhalten von Personen oder Personal, das Informationen, Nachrichten oder Wissen vom Inhaber der Information rechtzeitig und vollständig und in geeigneter Form abzuholen oder an eine andere Person weiterzuleiten hat. Dabei haben Arbeitsanweisungen, Dienstanweisungen oder eine Führungskraft gemäß dem Sender-Empfänger-Modell vorab zu klären, für welche Informationen eine Holschuld (englisch pull) und für welche eine Bringschuld (englisch push) besteht und wer die Verantwortung für die Informationsübermittlung trägt. Eine Bringschuld liegt vor, wenn der Absender der Initiator der Informationsweiterleitung ist. Im Falle einer Holschuld ist der Empfänger der Initiator und muss sich selbst bemühen, eine Information von einer Quelle zu beziehen.
Im Regelfall sind Informationen und Nachrichten eine Bringschuld für denjenigen, der diese Informationen erhalten hat. Er muss entscheiden, an welche Adressaten sie weiterzugeben ist. In hierarchischen Organisationen wird die Berichtspflicht (Bringschuld) der jeweils niedrigeren Ebene auferlegt, die an die höhere Ebene zu berichten hat. Das Management muss dann entsprechend den Vorstand informieren. Da der Aufsichtsrat sich besser und detaillierter mit allen relevanten Informationen versorgen soll, hat er sowohl die Bringschuld des Vorstandes aktiv einzufordern als auch seiner Holschuld verstärkt nachzukommen.